# どこまでもいこう
『どこまでもいこう』は、塩田明彦監督による1999年の日本映画。

## あらすじ
花田アキラ（鈴木雄作）と氷川光一（水野真吾）は、いつも一緒に遊んでいた。しかし、クラス替えによって2人は別々のクラスとなり、少しずつ疎遠になる。
アキラは同じクラスの野村俊（鈴木優也）と仲良くなるが、その後、俊は母親と心中する。一方、悪友とつるむようになった光一とは険悪な関係になってしまう。やがてアキラと光一は仲直りをするが、別々の人生を歩み始める。

## キャスト
- 花田アキラ - 鈴木雄作
- 氷川光一 - 水野真吾
- 野村俊 - 鈴木優也
- 本村珠代 - 芳賀優里亜
- 木野下治 - 安藤奏
- 田辺 - 津田寛治
- メートルパンチ - 木下ほうか
- 野村の母 - 中村久美

## スタッフ
- 監督・脚本 - 塩田明彦
- 音楽 - 岸野雄一
- 撮影・照明 - 鈴木一博
- 美術 - 磯見俊裕、三ツ松けいこ、露木恵美子
- 録音 - 臼井勝
- 編集 - 筒井武文
- 助監督 - 市沢真吾
- MA - シネマンブレイン
- 現像 - ソニーPCL
- プロデューサー - 堀越謙三、松田広子
- 共同製作 - 日本スカイウェイ

## 評価
この作品及び『月光の囁き』で、塩田明彦監督は第40回日本映画監督協会新人賞を受賞。ナント三大陸映画祭にて審査員特別賞を受賞。
蓮實重彦は本作を「戦争映画」と評している。